# Persone di nome Benoît
| Questa pagina contiene informazioni ricavate automaticamente dalle voci biografiche con l'ausilio del template Bio e di un bot. L'aggiornamento è periodico e automatico e ricostruisce completamente la pagina. Se manca una persona in questa lista, sei pregato di non aggiungerla, ma accertati piuttosto che la sua voce biografica contenga il template Bio e che i dati anagrafici siano correttamente compilati. Se il template Bio manca, inseriscilo tu stesso o, in alternativa, metti l'avviso {{tmp\|Bio}} che ne segnala la mancanza. Se i dati riportati sono sbagliati, correggi direttamente la voce biografica; le modifiche saranno visibili in questa lista entro pochi giorni. Per chiarimenti vedi il progetto antroponimi. La lista contiene solo le 70 persone che sono citate nell'enciclopedia e per le quali è stato implementato correttamente il template Bio. Pagina aggiornata al 6 ago 2025. |

Questa è una lista di persone presenti nell'enciclopedia che hanno il nome Benoît, suddivise per attività principale.

## Allenatori di calcio(3)
- Benoît Cauet, allenatore di calcio, telecronista sportivo e ex calciatore francese (Châtellerault, n. 1969)
- Benoît Cheyrou, allenatore di calcio e ex calciatore francese (Suresnes, n. 1981)
- Benoît Pedretti, allenatore di calcio e ex calciatore francese (Audincourt, n. 1980)

## Allenatori di hockey su ghiaccio(1)
- Benoît Laporte, allenatore di hockey su ghiaccio e ex hockeista su ghiaccio canadese (Montréal, n. 1960)

## Arbitri di calcio(2)
- Benoît Bastien, arbitro di calcio francese (Épinal, n. 1983)
- Benoît Millot, arbitro di calcio francese (Châtenay-Malabry, n. 1982)

## Attori(5)
- Benoît Duval, attore francese (n. 1881)
- Benoît Magimel, attore francese (Parigi, n. 1974)
- Benoît Poelvoorde, attore belga (Namur, n. 1964)
- Benoît Régent, attore francese (Nantes, n. 1953 - Zurigo, † 1994)
- Benoît Strulus, attore, comico e sceneggiatore belga (n. 1986)

## Calciatori(9)
- Benoît Angbwa, ex calciatore camerunese (Bafoussam, n. 1982)
- Benoît Assou-Ekotto, ex calciatore camerunese (Arras, n. 1984)
- Benoît Badiashile, calciatore francese (Limoges, n. 2001)
- Benoît Costil, calciatore francese (Caen, n. 1987)
- Benoît Ladrière, ex calciatore belga (Kaaie, n. 1987)
- Benoît Lesoimier, ex calciatore francese (Saint-Lô, n. 1983)
- Benoît Mukoko, ex calciatore ruandese (n. 1981)
- Benoît Poulain, calciatore francese (Montpellier, n. 1987)
- Benoît Trémoulinas, ex calciatore francese (Lormont, n. 1985)

## Canoisti(1)
- Benoît Peschier, canoista francese (Guilherand-Granges, n. 1980)

## Cantanti(1)
- Benoît David, cantante canadese (Montréal, n. 1966)

## Cestisti(2)
- Benoît Gillet, cestista francese (Auxerre, n. 1986)
- Benoît Mangin, cestista francese (Clamart, n. 1988)

## Ciclisti su strada(6)
- Benoît Cosnefroy, ciclista su strada francese (Cherbourg-en-Cotentin, n. 1995)
- Benoît Faure, ciclista su strada e pistard francese (Saint-Marcellin-en-Forez, n. 1899 - Saint-Vincent, † 1980)
- Benoît Jarrier, ex ciclista su strada francese (Le Mans, n. 1988)
- Benoît Joachim, ex ciclista su strada lussemburghese (Lussemburgo, n. 1976)
- Benoît Poilvet, ex ciclista su strada francese (Saint-Brieuc, n. 1976)
- Benoît Vaugrenard, ex ciclista su strada francese (Vannes, n. 1982)

## Diplomatici(1)
- Benoît de Maillet, diplomatico francese (Saint-Mihiel, n. 1656 - Marsiglia, † 1738)

## Direttori della fotografia(2)
- Benoît Debie, direttore della fotografia belga (Liegi, n. 1968)
- Benoît Delhomme, direttore della fotografia francese (Parigi, n. 1961)

## Dirigenti sportivi(1)
- Benoît Salmon, dirigente sportivo e ex ciclista su strada francese (Dinan, n. 1974)

## Fondisti(1)
- Benoît Chauvet, fondista francese (Vannes, n. 1981)

## Fumettisti(3)
- Zidrou, fumettista belga (Anderlecht, n. 1962)
- Benoît Peeters, fumettista, sceneggiatore e scrittore francese (Parigi, n. 1956)
- Benoît Sokal, fumettista e autore di videogiochi belga (Bruxelles, n. 1954 - Reims, † 2021)

## Generali(1)
- Benoît Puga, generale francese (Saint-Mandé, n. 1953)

## Ginnasti(1)
- Benoît Caranobe, ginnasta francese (Vitry-sur-Seine, n. 1980)

## Giocatori di calcio a 5(1)
- Benoît Janssen, ex giocatore di calcio a 5 belga (n. 1972)

## Giocatori di curling(1)
- Benoît Schwarz, giocatore di curling svizzero (Ginevra, n. 1991)

## Incisori(2)
- Benoît Audran detto il Vecchio, incisore francese (Lione, n. 1661 - Ouzouer-sur-Loire, † 1721)
- Benoît Audran detto il Giovane, incisore francese (Parigi, n. 1698 - Parigi, † 1772)

## Informatici(1)
- Benoît Minisini, informatico francese (Parigi, n. 1972)

## Ingegneri(2)
- Émile Clapeyron, ingegnere e fisico francese (Parigi, n. 1799 - Parigi, † 1864)
- Benoît Fourneyron, ingegnere francese (Saint-Étienne, n. 1802 - Parigi, † 1867)

## Insegnanti(1)
- Benoît Gonod, insegnante, bibliotecario e inventore francese (Artemare, n. 1792 - Clermont Ferrand, † 1849)

## Maratoneti(1)
- Benoît Zwierzchiewski, maratoneta francese (Mouscron, n. 1976)

## Matematici(1)
- Benoît Mandelbrot, matematico polacco (Varsavia, n. 1924 - Cambridge, † 2010)

## Nuotatori(2)
- Benoît Beaufils, nuotatore artistico francese (n. 1978)
- Benoit Lecomte, nuotatore francese (Enghien-les-Bains, n. 1967)

## Pallavolisti(1)
- Benoît Begué, ex pallavolista francese (Montbéliard, n. 1982)

## Piloti automobilistici(1)
- Benoît Tréluyer, ex pilota automobilistico francese (Alençon, n. 1976)

## Piloti motociclistici(1)
- Benoît Musy, pilota motociclistico e pilota automobilistico svizzero (Friburgo, n. 1917 - Montlhéry, † 1956)

## Poeti(2)
- Benoît de Sainte-Maure, poeta francese (Sainte-Maure-de-Touraine)
- Benoît Gréan, poeta e traduttore francese (Strasburgo, n. 1957)

## Politici(4)
- Benoît Hamon, politico francese (Saint-Renan, n. 1967)
- Benoît Lutgen, politico belga (Bastogne, n. 1970)
- Benoît Malon, politico e scrittore francese (Précieux, n. 1841 - Asnières-sur-Seine, † 1893)
- Benoît Mollard, politico francese (Yenne, n. 1800 - Parigi, † 1864)

## Registi(1)
- Benoît Jacquot, regista e sceneggiatore francese (Parigi, n. 1947)

## Rugbisti a 15(2)
- Benoît Baby, rugbista a 15 francese (Lavelanet, n. 1983)
- Benoît Piffero, rugbista a 15 canadese (Montréal, n. 1987)

## Schermidori(2)
- Benoît Giasson, ex schermidore canadese (Montréal, n. 1964)
- Benoît Janvier, schermidore francese (Eaubonne, n. 1978)

## Tennisti(1)
- Benoît Paire, tennista francese (Avignone, n. 1989)

## Vescovi cattolici(2)
- Benoît Comlan Messan Alowonou, vescovo cattolico togolese (Tsévié, n. 1949)
- Benoît di Montferrand, vescovo cattolico svizzero (forse a Nyon, † 1491)

## Senza attività specificata(1)
- Benoît Valentin, ex sciatore freestyle francese (Écully, n. 1992)